# Шептаковская сотня

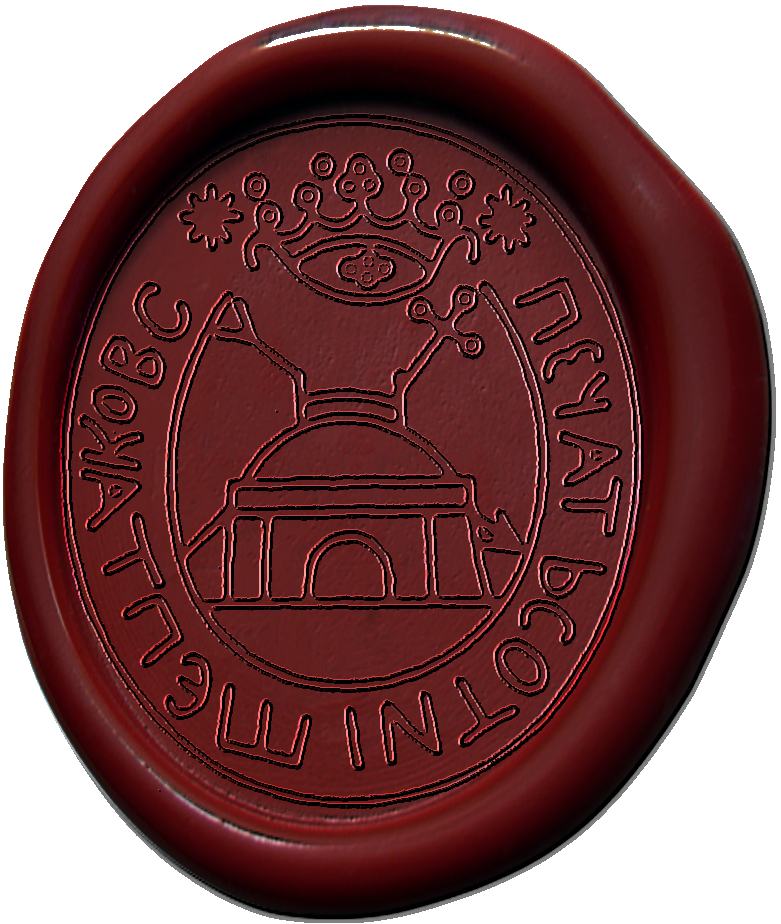
Печать Шептаковской сотни (реконструкция)

Шептако́вская со́тня — административно-территориальная и войсковая единица в составе Стародубского полка Гетманщины, существовавшая в XVII—XVIII веках.
Центр — село Шептаки.

## История
Шептаковская сотня упоминается в составе Стародубского полка в течение всего времени его существования, с момента образования (1654) до расформирования (1782). По всей видимости, была образована ещё в 1651—1653 гг. как «вторая Новгородская» сотня, в составе которой село Шептаки («Шептаковское») упоминается в Присяжных книгах 1654 года.
По царской грамоте 1665 г., Шептаковская сотня была пожалована гетману Брюховецкому, «со всеми селами и деревнями, с крестьянами и бобылями и всякими угодьями, в вечное владение, опрочь казацких дворов и земель». Крестьяне Шептаковской сотни составили особую Шептаковскую волость, и после Брюховецкого ею стали владеть его преемники.
Однако Шептаковская волость не ограничивалась пределами Шептаковской сотни: несколько сёл этой волости находились в соседних сотнях.
В 1668 г. Пётр Дорошенко, который занял Левобережье и вытеснил Брюховецкого на юг, создал из части Нежинского и Стародубского полков Новгород-Северский полк, куда вошла и Шептаковская сотня. Но новый левобережный гетман Демьян Многогрешный в начале 1669 г. упразднил Новгород-Северский полк и восстановил прежнее административное деление.
По упразднении полкового и сотенного деления (с 1782), основная часть территории Шептаковской сотни вошла в Новгород-Северский уезд и в настоящее время находится в составе Украины. Село Кистёр и слобода Андрейковичи вошли в Погарский уезд и ныне относятся к Погарскому району Брянской области.

## География
Шептаковская сотня располагалась в юго-восточной части Стародубского полка, между полковой и Новгородской сотнями; занимала правобережье Десны ниже устья Судости, до реки Ревны.

## Основные населённые пункты
- сёла: Шептаки, Мамекин, Смячь, Пушкари, Камень, Каменская Слобода, Кистёр, Слобода Андрейковичи (Новые Андрейковичи), Бучки, Буда, Воробьёвка, Костобобр, Архиповка, Машев, Лизуновка, Печенеги, Форостовичи, Фаевка, Багриновка, Лариновка, Поповка, Новый Жадов, Погорельцы, Радомка, Бирин, Прокоповка, Калеевка;
- деревни: Будище, Старый Жадов;
- слободы: Шевченкова Гута, Лосевка, Ольшанка, Старое Гутище (Чумакова);
- хутора: Узруй, Жадановка, Шведчина.

## Шептаковские сотники
- Тимофей Кириллов, 1654.
- Василий Исаенко, 1660—1677 (убит под Чигирином).
- Юрий Бунак, 1672.
- Тимох, около 1680.
- Ларько Тимофеевич, 1682—1687.
- Тимофей Андреевич, 1688.
- Карп (Казимир) Иванович Маньковский, 1692—1701.
- Василий Тимофеевич Шейн (Шейменко), 1709—1720.
- Нестор Васильевич Шейменко, 1723.
- Иван Васильевич Шейня, 1725—1727.
- Игнат Немирович-Данченко, 1727.
- Иван Карпович Маньковский, 1728—1757.
- Пётр Маньковский, 1759—1778.
- Архип Михайлович Худорба, 1779—1782.